# 西城郡
西城郡，中国东汉时设置的郡。

## 三國西城郡
建安二十年（215年）析汉中郡置，治所在西城县（今陕西省安康市西北）。辖现约相当今陕西省石泉县至安康市间汉水流域。属荆州。东汉末年曾被后来建立蜀汉的汉中王刘备占领。三国时期曹魏夺取西城郡，改名魏兴郡。

## 隋代西城郡
隋朝大业三年（607年）改金州为西城郡，治金川县（今陕西省安康市）。唐朝初年，改为金州。 